# Горный орёл
«Горный орёл» (англ. The Mountain Eagle; альтернативное название нем. Der Bergadler) — немой фильм-мелодрама режиссёра Альфреда Хичкока, снятый в 1926 году. Является второй самостоятельной режиссёрской картиной Хичкока.
Фильм не сохранился, считается единственным утерянным художественным фильмом Хичкока и внесён в список 75 самых разыскиваемых Британским институтом кино фильмов, причём по важности стоит на первом месте. Сам режиссёр считал эту картину «ужасной», но историки кино и, в частности, специалисты Британского киноинститута придерживаются точки зрения, согласно которой фильм был не так плох, как его описывал автор.

## Сюжет

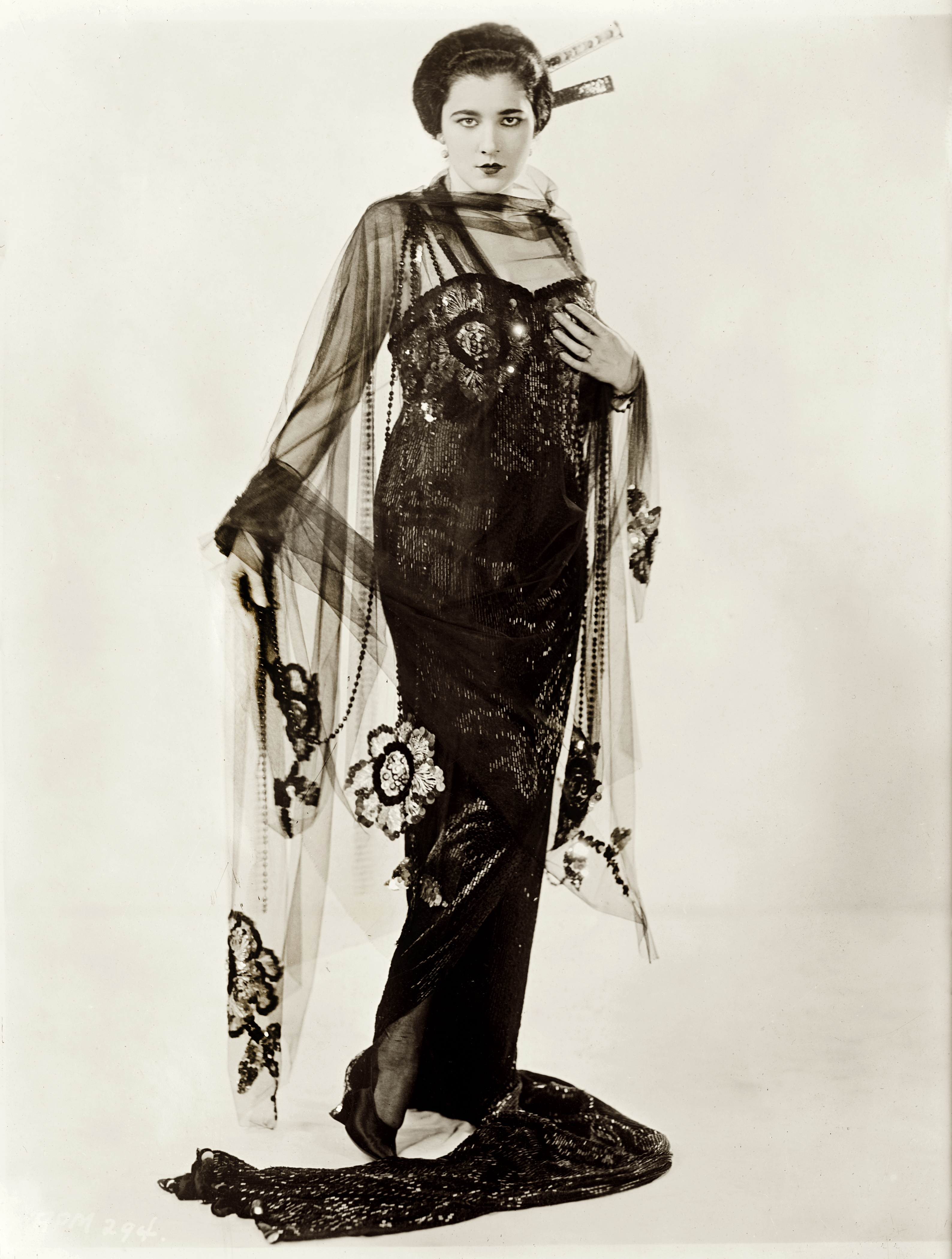
Нита Нальди в 1921 году

Петтигрю, овдовевший владелец магазина одного из горных городков Кентукки, влюбляется в учительницу Беатрис. Девушка не отвечает ему взаимностью, и он в гневе обвиняет её в заигрывании с его умственно отсталым сыном Эдвардом. Беатрис вынуждена выйти замуж за отшельника Джона «Страха Божьего» Фултона, чтобы утихомирить людскую молву. Постепенно она влюбляется в своего мужа и рожает ему сына. Петтигрю прячет своего сына Эдварда и обвиняет Фултона в его убийстве. «Страха Божьего» заключают в тюрьму, но тот сбегает и вместе с женой и сыном ищет убежище в горах…

## Создание
После успеха картины «Сад наслаждений» — первой самостоятельной работы Альфреда Хичкока в качестве режиссёра — в ноябре 1925 года съёмочная группа вернулась на мюнхенскую студию Эмелка (нем. Emelka Film), где был снят предыдущий их фильм, для создания картины «Горный орел». Павильонные съёмки производились на базе студии в Мюнхене, а для натурных съёмок была выбрана деревня Обергургль, расположенная в Эцтальских Альпах в австрийском Тироле. Деревня и её живописные окрестности должны были представлять территорию Кентукки, где по сюжету разворачивается действие фильма. Благодаря производству фильма в Германии Хичкок обладал большей режиссёрской свободой, чем имел бы в Англии. Кроме того, общепризнанно влияние немецкого экспрессионизма на его творчество (особенно в ранних работах).

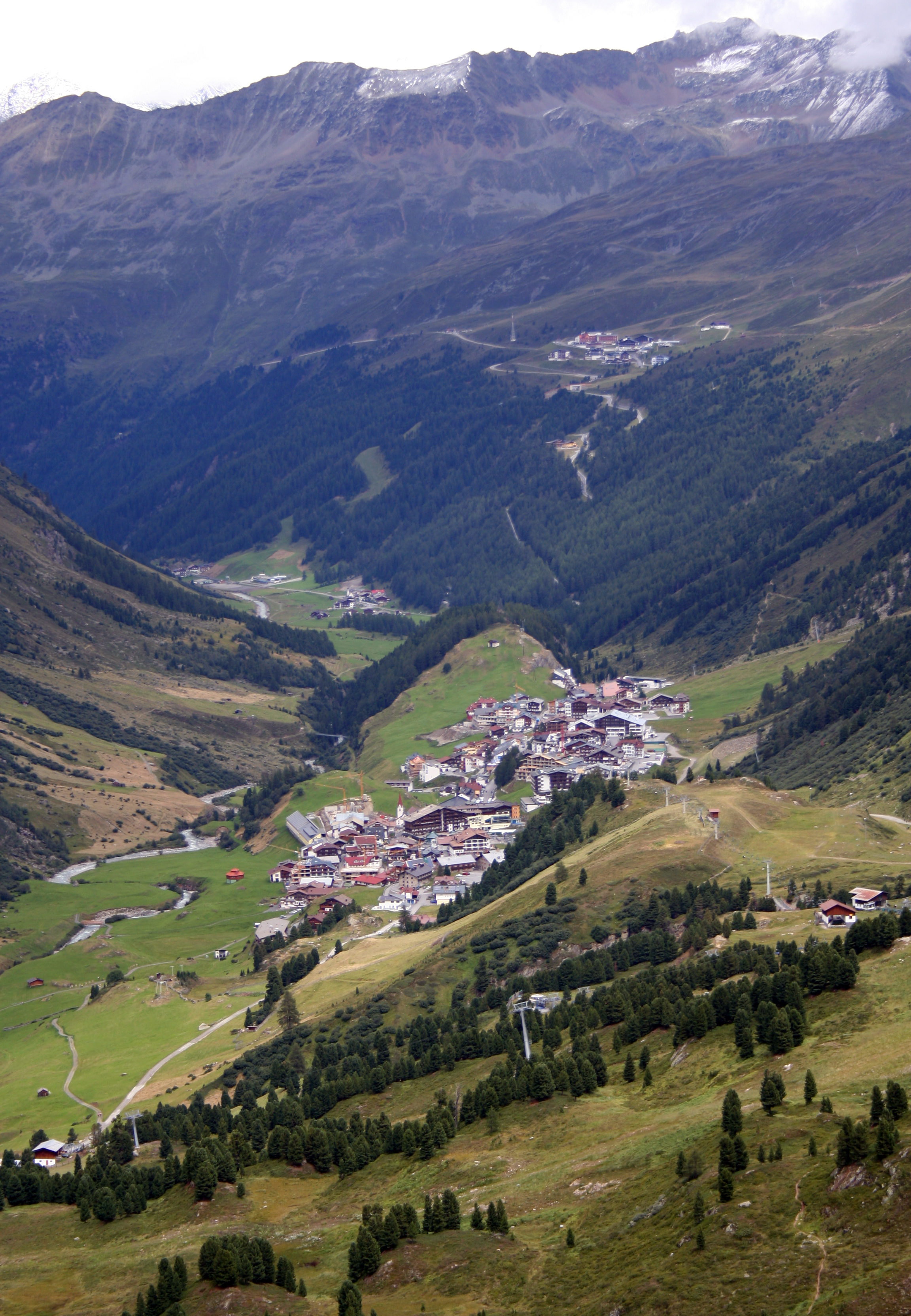
Деревня Обергургль в Эцтальских Альпах (Австрия), где проводились экстерьерные съёмки фильма

Команда фильма и Хичкок столкнулись с целым рядом трудностей, вызванных неподходящей погодой для съёмок. Также у них сложились неблагоприятные отношения с местными жителями. В горах у Хичкока случился сильнейший приступ тошноты, вызванный высотной болезнью. Режиссёр не мог найти понимания с местными жителями, в связи с чем возникали проблемы. Как утверждает биограф режиссёра, британский писатель Питер Акройд, по некоторым сведениям, у Хичкока внезапно возникало неудержимое желание кричать, обращаясь к горам: «Я хочу с кем-нибудь поговорить по-английски!».
В целом Альфред Хичкок относился к этой своей картине отрицательно. Так, французский режиссёр Франсуа Трюффо в своей книге «Кинематограф no Хичкоку» (фр. Le cinema selon Hitchcock, 1966), основанной на беседах с Хичкоком, приводит следующий их диалог об обсуждении этого фильма:
А. Х. Фильм получился скверный. Продюсеры пытались прорваться на американский рынок и для этого им была нужна „звезда“. И на роль школьной учительницы они прислали мне Ниту Нальди, преемницу Теды Бары. У неё были ногти почти отсюда и до угла. Потрясающе!
Ф. Т. Это история о том, как, скрываясь от домогательств лавочника, невинная учительница находит убежище в горах, под покровительством отшельника, за которого впоследствии выходит замуж. Так?

А. Х. Боюсь, это та самая история!— Франсуа Трюффо. Кинематограф по Хичкоку.

## Прокат и последующая судьба
В октябре 1926 года для начала  организован показ для продюсеров, но фильм их не впечатлил, и решили отложить его выход в прокат. Однако после успеха фильма «Жилец», который появился на экранах в феврале 1927 года, было решено выпустить «Горный орёл», который был представлен широкой публике 23 мая 1927 года. Однако и у зрителей, и у критики «Горный орёл» успеха не имел. Так, специализированный журнал «Kinematograph and Lantern Weekly» охарактеризовал его «довольно беспорядочным и не слишком убедительным».
Ни одной известной копии картины не сохранилось, и, таким образом, «Горный орёл» считается единственным утерянным фильмом режиссёра. От картины сохранились лишь несколько десятков кадров мелодраматического характера и фотографии Хичкока и его жены Альмы Ревиль, которые наслаждались жизнью в Альпах, выбранных в качестве места съёмок. Ранее был известен 51 кадр из фильма, но некоторые из них были фотографиями, сделанными для рекламной кампании, и не давали ясного представления об этой картине. В 2012 году в частном архиве одного из друзей Хичкока были обнаружены ещё 24 фотографии.
Фильм внесён в список 75 самых разыскиваемых Британским институтом кино фильмов (по важности стоит на первом месте), причём на сайте британского киноинститута отмечается: «Это что-то вроде Святого Грааля для историков кинематографа».
Несмотря на то, что режиссёр отрицательно относился к этой картине, по мнению киноведов, не следует преуменьшать её значение в становлении индивидуального стиля режиссёра. Так, уже следующей его картиной стал остросюжетный триллер «Жилец», который Хичкок неоднократно называл своим «первым настоящим фильмом».
Всего в фильмографии Хичкока 10 немых фильмов. В целом, особенно по мнению британских историков кино, ранние (английские) фильмы режиссёра имеют большое значение и представляют собой значительный художественный интерес. Так, ЮНЕСКО включила в список Всемирного наследия девять немых фильмов, которые Хичкок снял с 1925 по 1929 годы: «В ранних фильмах Хичкока уже заметны многие характерные для него мотивы и мании», — пояснили в международной организации значение этих кинолент режиссёра.

## В ролях
| Актёр               | Роль                      |
| ------------------- | ------------------------- |
| Нита Нальди         | Беатрис                   |
| Бернхард Гёцке      | Петтигрю                  |
| Малкольм Кин        | Джон «Страх Божий» Фултон |
| Джон Фрэнк Хэмилтон | Эдвард Петтигрю           |
| Фердинанд Мартини   |                           |